# 홍콩 해저 터널

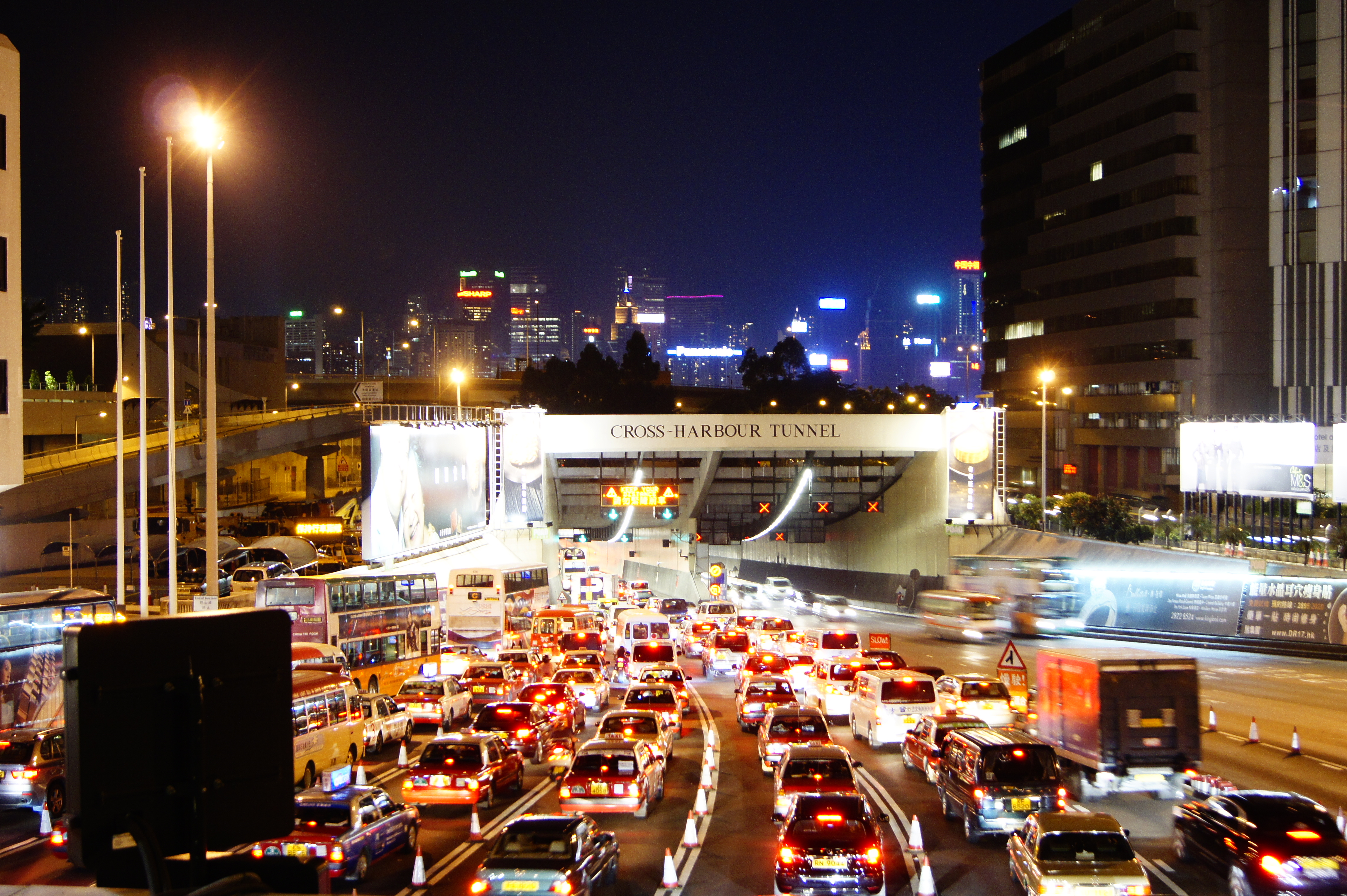

홍콩 해저 터널 또는 크로스 하버 터널(Cross-Harbour Tunnel, 약칭 CHT 또는 XHT)은 홍콩 최초의 수중 터널이다. 이는 단일 셸 침매튜브 방식을 사용하여 건설된 각각 2개의 차선이 있는 2개의 강철 도로 터널로 구성된다.
1972년에 개통된 홍콩의 3개 차량 항만 중 최초의 것이다. 건설-운영-이전 모델을 기반으로 30년 민간 부문 프랜차이즈로 건설되었으며 소유권은 홍콩 정부에 이양되었다. 1999년 프랜차이즈 종료 후. 이 도로는 2013년 매일 116,753대의 차량이 통과할 정도로 홍콩은 물론 세계에서 가장 혼잡한 도로 중 하나가 되었다.

## 같이 보기
- 메가프로젝트